# 黒太子のルビー

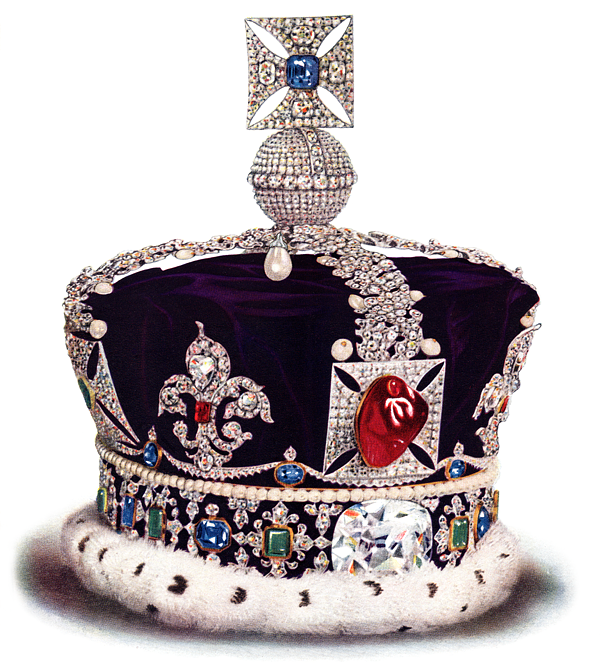
大英帝国王冠の正面中央部に据えられた赤いスピネルが「黒太子のルビー」である

黒太子のルビー（こくたいしのルビー、英語: Black Prince's Ruby）は、有名な宝石の一つで、140カラットの巨大なスピネルである。大英帝国王冠のカリナンIIの上、正面中央部のクロス・パティに据えられている。
この宝石は、14世紀半ばエドワード黒太子が入手したもので、英国の王冠に使われる中でも最も古いものの一つである。18世紀までコランダムとスピネルは混同されており、コランダムであるルビーとされていたが、後世にレッド・スピネルと判明した。

## 歴史
14世紀にエドワード黒太子がカスティーリャ国王ペドロ1世より譲り受けたとされている。その後、百年戦争においてヘンリー5世がこの宝石をとりつけた兜を着用して戦闘を行った。アジャンクールの戦いの際にはフランス軍のアランソン公ジャン1世にこの兜をたたき割られるが、宝石と本人は無事だったと言う。
ヘンリー5世の死後、薔薇戦争のボズワースの戦いではリチャード3世がこの兜を着用していたと記録されている。